# Шиловское городское поселение
Ши́ловское городско́е поселе́ние — муниципальное образование в Шиловском районе Рязанской области Российской Федерации.
Административный центр — пгт Шилово.

## Географическое положение
Шиловское городское поселение расположено в центре Шиловского муниципального района Рязанской области; оно граничит с севера с землями Санского и Тереховского сельских поселений, с востока — с землями Тереховского сельского поселения, с юга — с землями Тимошкинского, Желудевского, Ибредского, Задубровского сельских поселений, с запада — с землями муниципального образования — Спасский муниципальный район Рязанской области.
Площадь Шиловского городского поселения — 156,90 км².

## Климат и природные ресурсы
Климат Шиловского городского поселения умеренно континентальный с умеренно-холодной зимой и теплым летом. Осадки в течение года распределяются неравномерно.
Водные ресурсы представлены наличием рек Оки, Пары, Тырницы, Константиновской старицы и ряда озёр.
Территория поселения расположена в зоне широколиственных и смешанных лесов. Почвы на территории поселения дерново-подзолистые, супесчаные и суглинистые.

## История
Образовано в результате муниципальной реформы 2006 г. на территории Администрации пгт Шилово (центр Шилово) — с возложением административного управления на посёлок Шилово.
Образование и административное устройство городского поселения определяются законом Рязанской области от 07.10.2004 № 102-ОЗ.
Границы городского поселения определяются законом Рязанской области от 28.12.2007 № 240-ОЗ.

## Население
| 2010    | 2012    | 2013    | 2014    | 2015    | 2016    | 2017    | 2018    | 2019    |
| ------- | ------- | ------- | ------- | ------- | ------- | ------- | ------- | ------- |
| 16 032  | ↘15 826 | ↘15 494 | ↘15 270 | ↘15 195 | ↘15 054 | ↘14 862 | ↘14 687 | ↘14 494 |
| 2020    | 2021    | 2023    |         |         |         |         |         |         |
| ↘14 304 | ↘14 234 | ↘13 915 |         |         |         |         |         |         |

## Состав городского поселения
| № | Населённый пункт | Тип населённого пункта      | Население |
| - | ---------------- | --------------------------- | --------- |
| 1 | Борок            | село                        | ↘305      |
| 2 | Кривцово         | деревня                     | ↗3        |
| 3 | Новая Жизнь      | посёлок                     | ↗9        |
| 4 | Шилово           | пгт, административный центр | ↘13 598   |

## Местное самоуправление
Главы городского поселения
- Николай Иванович Спирин[16]
- Юрий Алексеевич Балашов

Главы администрации
- до 2023 года — Иван Александрович Пыхтин
- с 2023 года — Виталий Юрьевич Гавриков

## Экономика
По данным на 2015/2016 г. на территории Шиловского городского поселения Шиловского района Рязанской области расположены:
1. ПКАОЗТ «ОПС-Шилово», предприятие стройиндустрии, производство железобетонных и полимерных конструкций;
2. ООО «Кварцевые технологии», добыча и обогащение кварцевых песков;
3. ООО «Славмебель.ру», изготовление нестандартной мебели по индивидуальному заказу;
4. ООО «Концентрат», производство ячменно-солодового, ржаного и пшеничного концентратов;
5. ООО «Мясокомбинат Шиловский», производство готовых и консервированных продуктов из мяса, птицы, мясных субпродуктов;
6. ООО «Шиловский хлебокомбинат», производство хлебобулочных изделий;
7. ООО «Шиловское», агропромышленное предприятие;
8. ООО «Пролетарское», агропромышленное предприятие;

а также строительные организации:
1. ООО «Шиловское ХДПМУ», дорожно-строительное предприятие;
2. Шиловское ДРСУ филиал ОАО «Рязаньавтодор»;
3. ООО «Жилстройсервис»;
4. ООО «Строитель»;
5. ООО «Шиловогазстрой»;
6. ООО «Строитель ПМК-183»;
7. ОАО ПМК «Шиловская».

Реализацию товаров осуществляют 156 магазинов и аптек, 5 павильонов, 7 киосков, 8 торговых палаток, 2 поселковых рынка и 11 предприятий общественного питания. Услуги населению оказывают 5 предприятий по ремонту жилья, 4 предприятия по ремонту и изготовлению мебели, 4 автосервиса, 2 предприятия по ремонту бытовой техники, 1 предприятие по ремонту и пошиву одежды, 9 парикмахерских и 5 предприятий по оказанию ритуальных услуг.

## Социальная инфраструктура
На территории Шиловского городского поселения действуют: отделение Сбербанка России, дополнительный офис «Россельхозбанка», 3 отделения почтовой связи, Шиловская центральная районная больница и 1 фельдшерско-акушерский пункт (ФАП), 5 детских садов, 3 средних и 1 основная общеобразовательные школы, Шиловский районный Дом детского творчества, Шиловская детская школа искусств, детский Центр психолого-медико-социального сопровождения «Родник», Шиловский районный краеведческий музей, этнокультурный Центр «Заряна», Шиловский районный Дворец культуры и 2 Дома культуры, передвижной центр досуга «Надежда», МУК «Межпоселенческая библиотека им. Н. С. Гумилева», 5 библиотек (одна из них — детская), спорткомплекс и ДЮСШ «Арена» с 2 бассейнами, стадион.

## Транспорт
Через территорию Шиловского городского поселения проходят важнейшие водные, железнодорожные и автомобильные магистрали. Важнейшее значение до недавнего времени имел тот факт, что через территорию поселения проходит водный путь по реке Оке. В пгт Шилово имеется крупная пристань (якорная стоянка).
В настоящее время основные грузо- и пассажироперевозки осуществляются автомобильным транспортом. В пгт Шилово расположена узловая станция железнодорожных линий «Рязань — Пичкиряево» и «Шилово — Касимов» Московской железной дороги. Вдоль южной границы Шиловского городского поселения проходит автомобильная дорога федерального значения М-5 «Урал»: Москва — Рязань — Пенза — Самара — Уфа — Челябинск; а с юга на север территорию поселения пересекает автомобильная дорога регионального значения Р125: «Ряжск — Касимов — Нижний Новгород».

## Археология и палеогенетика
Археологическими разведками в районе села Борок обнаружены многочисленные археологические памятники: 0,8 км северо-восточнее села на левом берегу реки Тырница обнаружены остатки двух поселений эпохи бронзового века (второй половины 2 тыс. до н. э.); на западной окраине села на правом берегу реки Пара́ — остатки селища эпохи бронзового и раннего железного веков (2 тыс. до н. э. — 1 тыс. н. э.). В 300 м к северо-западу от села в местности «Белые Бугры» найдены остатки городища 1 тыс. н. э., неподалеку от него, в 3 км к северу от села, на левобережье реки Тырница, на восточном берегу пойменного озера Ундрих, у дюнообразного всхолмления Ундрих — могильник 1 тыс. н. э. (Ундрих). В погребении 525 могильника Борок 2 найден бронзовый римский медальон императора Септимия Севера 194—196 гг. и детали ременной диадемы, украшенные стилизованными изображениями птиц. Появление ременных диадем у рязано-окских финнов может быть объяснено лишь непосредственными контактами в финале гуннского времени с представителями восточногерманского населения. В могильниках рязано-окской культуры захоронения производились преимущественно по обряду ингумации, вытянуто на спине, в подпрямоугольных ямах. Женщин хоронили в традиционном уборе с множеством деталей и украшений, мужчин — с предметами вооружения и сосудами. Часть захоронений была произведена по обряду кремации на стороне с переносом остатков кремации, как правило, очищенных от угля, в обычную грунтовую яму. В 2019 году было проведено предварительное генетическое исследование образцов из материалов раскопок А. Н. Гаврилова на могильнике Ундрих в 1983 году. Изучение останков из погребения воина высшего сословия из могильника Ундрих 2015 яма 90, датируемого концом V века, позволило выявить черты средиземноморского антропологического типа. Погребение воина сопровождалось богатым оружейным инвентарём: два меча (длинный и короткий), наконечники дротиков и боевой топор. У образца Undrich 2015 pit 90 определили Y-хромосомную гаплогруппу N1a1a1a-L708/Z1951 и митохондриальную гаплогруппу
K1c1.